# Tumbleweed Connection
 Tumbleweed Connection  (dt. Steppenläuferverbindung) ist das dritte Studioalbum des britischen Sängers und Komponisten Elton John.
Das in nostalgischem Sepia gehaltene Coverbild des Konzeptalbums „Tumbleweed Connection“ zeigt einen verschlafenen Bahnhof, scheinbar im sonnendurchfluteten Süden der USA, passend zu Bernie Taupins amerikanisierter Lyrik auf dem Album über Landleben, Soldaten und Revolverhelden. Der Fotograf David Larkham (nach anderen Angaben: Ian Digby-Ovens) schoss das Foto von John (sitzend) und Taupin (stehend) 1970 jedoch nur knapp fünfzig Kilometer südlich von London. Die Bluebell Railway Station befindet sich in Horsted Keynes.

## Hintergrund
Die Veröffentlichung von Tumbleweed Connection änderte nichts daran, dass sich John in England weiterhin unerkannt in der Öffentlichkeit bewegen konnte, obwohl das Album dort einen erfolgreichen Platz 2 der Album-Charts erreichte. In Deutschland, Österreich und der Schweiz wurde es dagegen kaum zur Kenntnis genommen.
Für die USA unternahm John jedoch noch vor der Veröffentlichung eine Promotion-Tour, die an einem heißen Tag und nach einem achtstündigen Flug in der Economy-Klasse, nicht wie er hoffte in einer klimatisierten Limousine begann, sondern in einem roten, englischen Doppeldeckerbus mit dem Schriftzug „Elton John has arrived“ (dt. Elton John ist angekommen).
Die dreiwöchige Tour begann in Los Angeles, Kalifornien, USA im Troubadour Club auf dem Santa Monica Boulevard. Der Publicityberater Norm Winter sorgte dafür, dass genügend meinungsprägende Künstler und Medienvertreter anwesend waren. John gab auch Lieder des noch nicht veröffentlichten Albums Tumbleweed Connection zum Besten und war nach fünf gesungenen Lieder von der Interesselosigkeit des Publikums genervt, das sich während des Konzertes weiterhin unterhielt. Mit den Worten „If you won’t listen, perhaps you’ll bloody well listen to this!“ (dt. Wenn ihr nicht zuhört, vielleicht hört ihr euch verdammt noch mal das an!) kickte er mit dem Fuß seinen Klavierstuhl weg und bearbeitete das Klavier wie Jerry Lee Lewis (das Live-Album 17-11-70 gibt einen sehr guten Eindruck seiner damaligen Bühnenpräsenz). Die dann aufkommende Begeisterung spiegelte sich auch in einem Zeitungsartikel der Los Angeles Times vom 27. August 1970 wider, der mit „Elton John New Rock Talent“ überschrieben war, und wurde zum Grundstein seines Erfolges in den USA und des bald darauf erscheinenden Albums Tumbleweed Connection.

## Rezension
Mit den Texten für Tumbleweed Connection zelebrierte Taupin seine Kindheitsliebe für den amerikanischen Westen. Nahezu jedes Lied griff dieses Gefühl für Cowboys und mexikanische Grenze auf. Die Lyrik wimmelte von Begriffen wie Eisenbahn, Flussboot, Höllenfeuerpredigern und Schaukelstühlen. Taupin mischte diese Atmosphäre mit seinen eigenen Erfahrungen aus Lincolnshire in England, über Kuhställe, Getreidefelder, Eichhörnchen und Nachtschwalben, wo auch der Baum mit dem Engel stand („you tell me there’s an angel in your tree“ – Burn down the Mission), unter dem er tagträumte. Die Stimmung war durchweg volkstümlich und bodenständig, garniert mit Jodeln und Rebellenschrei. Nur zwei Lieder waren nicht im Geiste Buffalo Bills geschrieben: Amoreena, ein impressionistisches Idyll à la Renoir, und Lesley Duncans Love Song, den John für sein Album erneut einspielte.

## Titelliste
Für alle Titel komponierte Elton John die Musik, die Texte schrieb Bernie Taupin, sofern kein anderer Hinweis gegeben wird.

### LP und CD

#### Seite 1
1. Ballad of a Well-Known Gun – 4:59
2. Come Down in Time – 3:25
3. Country Comfort – 5:06
4. Son of Your Father – 3:48
5. My Father’s Gun – 6:20

#### Seite 2
1. Where to Now St. Peter – 4:11
2. Love Song (Lesley Duncan) – 3:41
3. Amoreena – 5:00
4. Talking Old Soldiers – 4:06
5. Burn Down the Mission – 6:22

### Bonustitel auf Wiederveröffentlichungen (1995 Rocket und 2001 Mercury)
1. Into the Old Man’s Shoes – 4:02
2. Madman Across the Water (original version) – 8:51

### Bonustitel auf Wiederveröffentlichung (2008 Deluxe Edition)
1. There Goes a Well Known Gun – 3:27
  - Alternative Aufnahme von Ballad of a Well-Known Gun
2. Come Down in Time (Klavierdemoaufnahme) – 3:21
3. Country Comfort (Klavierdemoaufnahme) – 4:12
4. Son of Your Father (Klavierdemoaufnahme) – 4:13
5. Talking Old Soldiers (Klavierdemoaufnahme) – 4:13
6. Into the Old Man's Shoes (Klavierdemoaufnahme) – 3:40
7. Sisters of the Cross – 4:38
  - Demoaufnahme von 1970, nur auf dieser Veröffentlichung erhältlich
8. Madman Across the Water (Originalversion mit Mick Ronson an der Gitarre) – 8:52
9. Into the Old Man's Shoes – 4:06
10. My Father's Gun (BBC Aufnahme) – 3:43
11. Ballad of a Well-Known Gun (BBC Aufnahme) – 4:36
12. Burn Down the Mission (BBC Aufnahme) – 6:52
13. Amoreena (BBC Aufnahme) – 5:12

## Besetzung
- Elton John – Gesang, Klavier, Keyboards
- Caleb Quaye – Gitarren
- Lesley Duncan – Akustische Gitarre, Gesang, Begleitgesang
- Gordon Huntley – Steel Guitar
- Dee Murray – Bass-Gitarre
- Dave Glover – Bass-Gitarre, Begleitgesang
- Herbie Flowers – Bass-Gitarre
- Jason Barnhart – Bass-Gitarre, Begleitgesang
- Nigel Olsson – Schlagzeug, Begleitgesang
- Roger Pope – Schlagzeug
- Barry Morgan – Schlagzeug
- Brian Dee – Orgel
- Ian Duck – Harmonika
- Mike Egan – Akustische Gitarre
- Kay Garner – Begleitgesang
- Tammi Hunt – Begleitgesang
- Tony Burrows – Begleitgesang
- Dusty Springfield – Begleitgesang
- Madeline Bell – Begleitgesang

## Produktion
- Gus Dudgeon – Produzent
- Robin Geoffrey Cable – Toningenieur
- Gus Skinas – Editing
- Ricky Graham – Digitaler Transfer
- Greg Penny – Surround Sound
- Paul Buckmaster – Orchestrierung
- David Larkham – Künstlerische Gestaltung, Albumumschlagfoto
- Barry Wentzel – Fotografien
- John Tobler – Album Cover Text

## Kommerzieller Erfolg

### Chartplatzierungen
| ChartsChartplatzierungen       | Höchstplatzierung | Wochen |
| ------------------------------ | ----------------- | ------ |
| Vereinigte Staaten (Billboard) | 5 (37 Wo.)        | 37     |
| Vereinigtes Königreich (OCC)   | 2 (20 Wo.)        | 20     |

### Auszeichnungen für Musikverkäufe
| Land/Region                  | Auszeichnungen für Musikverkäufe (Land/Region, Auszeichnung, Verkäufe) | Verkäufe  |
| ---------------------------- | ---------------------------------------------------------------------- | --------- |
| Vereinigte Staaten (RIAA)    | Platin                                                                 | 1.000.000 |
| Vereinigtes Königreich (BPI) | Silber                                                                 | 1.000.000 |
| Insgesamt                    | 1× Silber · 1× Platin ·                                                | 2.000.000 |

Hauptartikel: Elton John/Auszeichnungen für Musikverkäufe